# برانزویک (ایندیانا)
برانزویک (به انگلیسی: Brunswick) یک منطقهٔ مسکونی در ایالات متحده آمریکا است که در شهرستان لیک، ایندیانا واقع شده‌است. برانزویک ۲۲۱٫۹ متر بالاتر از سطح دریا واقع شده‌است.